# 사바나길땃쥐
사바나길땃쥐(Crocidura viaria)는 땃쥐과에 속하는 포유류의 일종이다. 베넹과 부르키나 파소, 카메룬, 차드, 에리트레아, 에티오피아, 가나, 케냐, 말리, 모리타니, 모로코, 니제르, 나이지리아, 세네갈, 소말리아, 수단 그리고 우간다에서 발견된다. 자연 서식지는 아열대 또는 열대 기후 지역의 습윤 저지대 숲과 건조한 사바나 그리고 황폐화된 이전의 숲이다.